# Bellator 129
Bellator 129: Neer vs. Bradley foi um evento de artes marciais mistas promovido pelo Bellator MMA ocorrido em 17 de outubro de 2014 no Mid-America Center em Council Bluffs, Iowa. O evento foi transmitido ao vivo na Spike TV nos Estados Unidos.

## Background
O evento teve como luta principal a luta de meio médios entre os nativos do Iowa e veteranos do UFC Josh Neer e Paul Bradley.
No co-evento principal Houston Alexander era esperado para enfrentar o veterano do Pride FC James Thompson em uma luta de pesados. No entanto, em 10 de Outubro de 2014, foi anunciado que Thompson se retiraria da luta com uma lesão. Ele foi substituído por Virgil Zwicker.

## Card Oficial
Nota 1 Alexander perdeu um ponto no terceiro round por uma cabeçada.

## Ligações Externas
1. ↑  Nota 1